# 85-я пехотная дивизия (США)
85-я пехотная дивизия (англ. 85th Infantry Division) — дивизия Армии США. Прозвище — «Дивизия Кастера» (англ. Custer Division), в честь генерала Джорджа А. Кастера.

## Первая мировая война
- Сформирована в августе 1917 года в Кемп-Кастер, Мичиган. Переброшена в Англию 1918 года. В боях на Западном фронте 85-я дивизия участия не принимала, но 339-й полк из состава дивизии был направлен в Архангельск, где принял участие в Гражданской войне против Красной армии. В историю Армии США это вошло как «Экспедиция Полярный Медведь». Расформирована дивизия в 1919 году.

## Вторая мировая война
- Сформирована 15 мая 1942 года в Кемп-Шелби, Миссисипи.
- Состав: 337, 338, 339-й пехотные полки.
- Кампании: Италия ( 1944 — 1945 гг.)
- Командиры: генерал-майор Уейд Х.Хейслип (май 1942 — февраль 1943 гг.)
- генерал-майор Джон Б.Коултер